# Lakeside City
Lakeside City es un pueblo ubicado en el condado de Archer en el estado estadounidense de Texas. En el Censo de 2010 tenía una población de 997 habitantes y una densidad poblacional de 611,02 personas por km².

## Geografía
Lakeside City se encuentra ubicado en las coordenadas 33°49′54″N 98°32′44″O / 33.83167, -98.54556. Según la Oficina del Censo de los Estados Unidos, Lakeside City tiene una superficie total de 1.63 km², de la cual 1.63 km² corresponden a tierra firme y (0%) 0 km² es agua.

## Demografía
Según el censo de 2010, había 997 personas residiendo en Lakeside City. La densidad de población era de 611,02 hab./km². De los 997 habitantes, Lakeside City estaba compuesto por el 96.59% blancos, el 0.8% eran afroamericanos, el 0.3% eran amerindios, el 0.5% eran asiáticos, el 0.1% eran isleños del Pacífico, el 0.8% eran de otras razas y el 0.9% pertenecían a dos o más razas. Del total de la población el 3.61% eran hispanos o latinos de cualquier raza.